# マメモドキ科
マメモドキ科（マメモドキか、Connaraceae）は双子葉植物の科。世界の熱帯に16属350種ほどが分布する。日本には自生しない。タイプ属であるコウトウマメモドキ属Connarus（中国南部・台湾などに分布する）の和名からコウトウマメモドキ科ともいう。
木本で、つる性のものが多い。葉は羽状複葉、花は両性。雌蕊は1、または5個前後が離生するが1個だけが成熟する種類が多い。果実は名の通りマメ科に似た袋果で1または2個の種子を含む。現在はマメ科に特に類縁はないとされている。
クロンキスト体系ではバラ目に入れたが、APG分類体系ではカタバミ目に入れている。

## 属
- Agelaea
- Burttia
- Cnestidium
- Cnestis
- Connarus
- Ellipanthus
- Hemandradenia
- Jollydora
- Manotes
- Pseudoconnarus
- Rourea
- Vismianthus